# 1984年夏季奥林匹克运动会塞内加尔代表团
1984年夏季奥林匹克运动会塞内加尔代表团是塞内加尔派出的1984年夏季奥林匹克运动会代表团。